# Jacques Paul Migne
Jacques Paul Migne, dit l'abat Migne, fou un sacerdot i prestigiós editor francès que va viure al segle xix. Mentre que molts estudiants de teologia de tot el món lloen les seves edicions, el papa Pius li va retreure l'haver posat a l'abast de persones no preparades textos que són el fonament de la religió cristiana.

## Innovador
Migne va tenir la idea de publicar per primera vegada, per a vendre-ho després, obres de teologia a l'estil enciclopèdic incloent els textos dels pares de l'Església en la seva llengua original. Alguns d'aquests autors havien escrit en llati i els més antics en grec.
A més, va ser un dels primers eclesiàstics que va entendre el poder evangelitzador de la premsa i dels mitjans de publicació, ja que amb aquests invents el contingut podia arribar a un preu raonable a moltes persones.
El 1833, va fundar i a més va dirigir el diari L'Univers.
El 1836, va crear l'editorial Petit Montrouge, actualment al districte 14 de París. Aquesta editorial es va donar a conèixer gràcies a la publicació de dos llibres: Scripturae sacrae cursus completus («Curs complet sobre les escriptures sagrades») i Theologiae cursus («Curs de Teologia»), de 28 volums cadascun, que contenia un gran repertori de comentaris als diferents llibres de la Biblia. Aquesta publicació va durar cinc anys: 1840-1845. Després va editar l'Encyclopédie théologique («Enciclopèdia teològica»), en 171 volums, publicada entre els anys 1844-1846. La següent obra que el va ocupar va ser la Collection des auteurs sacrés en 100 volums, publicada entre els anys 1846-1848. Totes aquestes obres van ser publicades en llatí, que era la llengua que es feia servir llavors a la universitat i els probables compradors serien els estudiants de Teologia.
La tasca que el va fer passar a la posteritat va ser la Patrologiae cursus completus, constituïda per una col·lecció de textos grecs, anomenada Patrologia Graeca, en 85 volums, (1856-1857) i per una col·lecció de textos llatins, la Patrologia Latina, en 221 volums (1844-1845). Més tard, va pensar que, tenint en compte que el llatí era una llengua més estudiada, seria útil afegir una traducció llatina de les obres en grec i llavors la Patrologia Graeca va quedar en 165 volums, el 1857.
Fent servir un registre diferent, malgrat el títol, va editar una "Enciclopèdia Teològica" que per una sèrie de diccionaris definint els termes emprats en teologia. Va ser editada el 1832 i, a més, incloïa diversos diccionaris relacionats amb ciències profanes, entre els quals es va fer famós el de numismàtica.
Les seves patrologies van ser reeditades en format de qualitat a finals del segle xix, Corpus Scriptorum Ecclesiasticorum Latinorum, una edició crítica coneguda amb el sobrenom "Corpus de Vienne". A mitjan segle xx, es va tornar a editar en el Corpus christianorum series latina i el Corpus christianorum continuatio medievalis. La darrera edició del mateix contingut es va fer després de la segona guerra mundial dins la col·lecció Sources chrétiennes, («Fonts cristianes») emblema de la renovació de la teologia positiva sota els auspicis dels dominicans. Actualment es poden llegir per internet.

## El local de la impremta
La seva impremta va estar a punt per funcionar en època del Segon Imperi Francès. La maquinària va ocupar el lloc dels antics tallers que havien estat destinats als pintors que treballaven en la decoració d'esglésies. En resten una dotzena dels quadres que es van fer en aquells tallers, dispersats per tota França: dos dels més reeixits, daten del 1858, són obra del pintor Arthur Gilbert i es poden veure al cor de l'església de Sant Joan Baptista d'Audresselles (regió Nord – Pas de Calais). Altres obres, catalogades com a monuments històrics de França, es troben a l'església de Sant Laurent de Pontac (regió Pirineus Atlàntics), incloent una pintura datada el 1858.

## Les persecucions
El seu èxit va enfurismar editors acreditats per l'Església, ja que era un fort competidor i Migne se'ls va emportar molts clients. El seu bisbe li va retreure la seva actitud ultra catòlica i,tant era així que a finals del Segon Imperi, a l'abat Migne li va prohibir dir missa. Un dels bisbes que l'havien perseguit, monsenyor Georges Darboy, va ser afusellat pels comuners. El Papa Pius IX va amonestar Migne per haver posat a disposició del gran públic, textos que només havien d'estar a disposició d'un públic més conscient, més preparat per a llegir-los, i va prohibir als clergues que utilitzessin els fons parroquials per comprar-los.
Del 12 al 13 de febrer del 1868, el local de la impremta de Migne fou gairebé destruït a causa d'un incendi d'origen "desconegut" i l'assegurança no va fer-se càrrec de les despeses de reparació. L'editorial Frères Garnier va comprar els drets a les seves edicions després de la seva mort.
Una placa situada al nº 189 de l'avinguda de Maine indica que JP Migne hi va viure en aquesta adreça. A París, al districte on estava la impremta, hi ha també una plaça amb el seu nom. Les seves restes reposen al cementiri de Montrouge.